# لودویگ ماخ
لودویگ ماخ (۸ نوامبر ۱۸۶۸ پراگ – سپتامبر ۱۹۵۱) پزشک و شیمیدان اتریشی بود. 
بنا بر کار لودویگ زندر در سال ۱۸۹۱، ماخ اصلاحاتی را به ابزاری افزود که به عنوان تداخل‌سنج ماخ-زندر شناخته شد. وی در ادامه با استفاده از عکاسی به منظور جمع آوری رشته داده‌های دیداری در حوزه آیرودینامیک اقدام به کار کرد.